# Лаймстоун (окръг, Тексас)
Окръг Лаймстоун (на английски: Limestone County в превод варовик) е окръг в щата Тексас, Съединени американски щати. Площта му е 2416 km², а населението – 22 146 души (1 април 2020). Административен център е град Грозбек.